# Marco di Carli
Marco di Carli (Löningen, 12 de abril de 1985) es un deportista alemán que compitió en natación.
Ganó una medalla de plata en el Campeonato Europeo de Natación de 2012 y una medalla de bronce en el Campeonato Europeo de Natación en Piscina Corta de 2003.
Participó en dos Juegos Olímpicos de Verano, ocupando el octavo lugar en Atenas 2004 (100 m espalda) y el sexto en Londres 2012 (4 × 100 m libre y 4 × 100 m estilos).

## Palmarés internacional
| Campeonato Europeo                  | Campeonato Europeo | Campeonato Europeo | Campeonato Europeo |
| Año                                 | Lugar              | Medalla            | Prueba             |
| ----------------------------------- | ------------------ | ------------------ | ------------------ |
| 2012                                | Debrecen (Hungría) | Medalla de plata   | 4 × 100 m estilos  |
| Campeonato Europeo en Piscina Corta |                    |                    |                    |
| Año                                 | Lugar              | Medalla            | Prueba             |
| 2003                                | Dublín (Irlanda)   | Medalla de bronce  | 100 m estilos      |